# 40e législature de la Colombie-Britannique

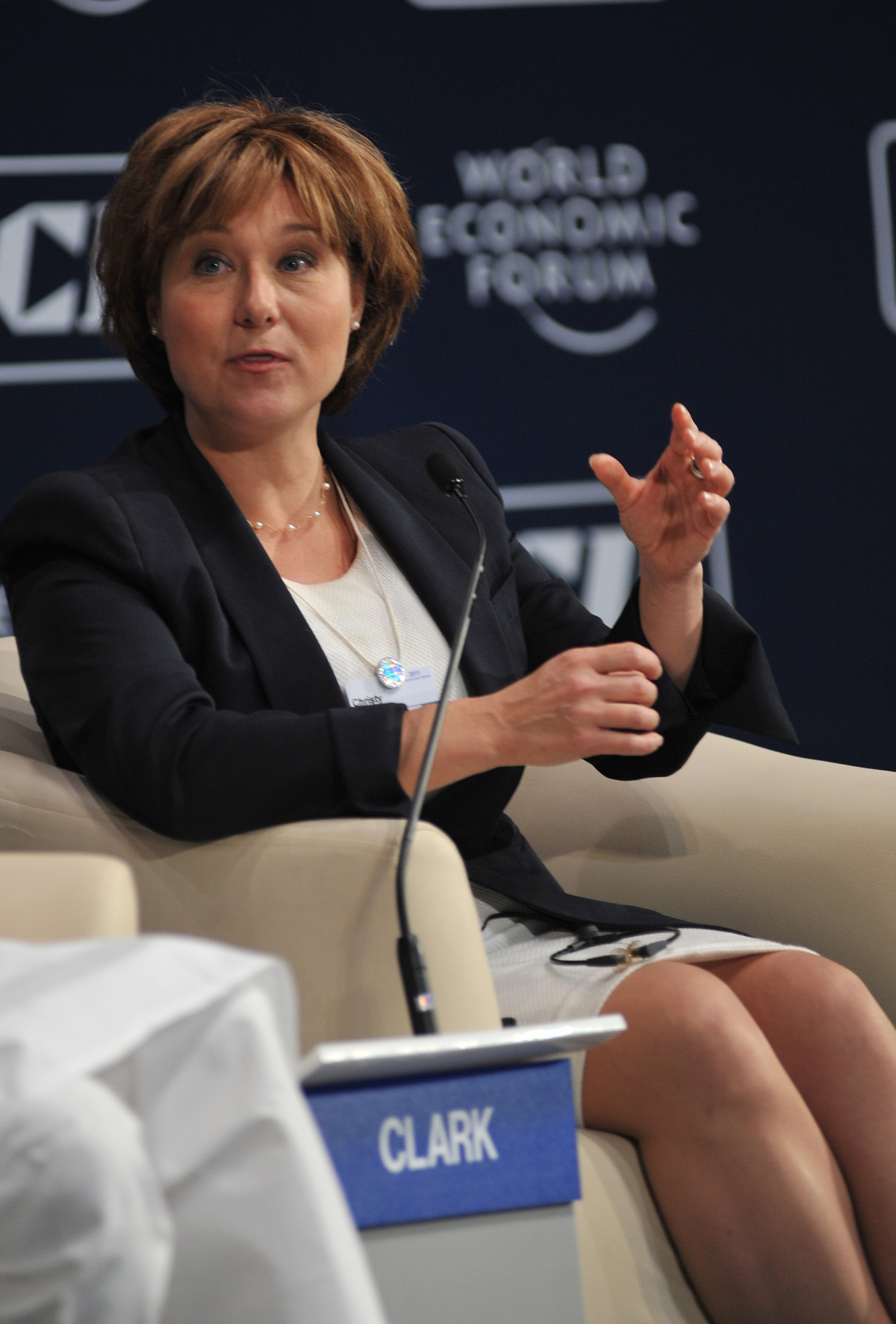
Christy Clark, première ministre (2011-2017).

La 40e législature de la Colombie-Britannique a siégé de 2013 à 2017. Ses membres sont élus lors de l'élection générale de 2013. Le Parti libéral de la Colombie-Britannique de Christy Clark forme un gouvernement majoritaire.
L'opposition officielle est formé par le Nouveau Parti démocratique de la Colombie-Britannique avec respectivement Adrian Dix (2013-2014) et John Horgan (2014-2017) en tant que chef de l'opposition.

## Membre de la 40elégislature
| Député | Député                  | Circonscription               | Parti         |
| ------ | ----------------------- | ----------------------------- | ------------- |
|        | Darryl Plecas           | Abbotsford South              | Libéral       |
|        | Mike de Jong            | Abbotsford West               | Libéral       |
|        | Simon Gibson            | Abbotsford-Mission            | Libéral       |
|        | Scott Fraser            | Alberni-Pacific Rim           | Néo-démocrate |
|        | Linda Larson            | Boundary-Similkameen          | Libéral       |
|        | Kathy Corrigan          | Burnaby-Deer Lake             | Néo-démocrate |
|        | Raj Chouhan             | Burnaby-Edmonds               | Néo-démocrate |
|        | Jane Shin               | Burnaby-Lougheed              | Néo-démocrate |
|        | Richard Lee             | Burnaby North                 | Libéral       |
|        | Donna Barnett           | Cariboo-Chilcotin             | Libéral       |
|        | Coralee Oakes           | Cariboo North                 | Libéral       |
|        | John Martin             | Chilliwack                    | Libéral       |
|        | Laurie Throness         | Chilliwack-Hope               | Libéral       |
|        | Norm Macdonald          | Columbia River-Revelstoke     | Néo-démocrate |
|        | Don McRae               | Comox Valley                  | Libéral       |
|        | Douglas Home            | Coquitlam-Burke Mountain      | Libéral       |
|        | Selina Robinson         | Coquitlam-Maillardville       | Néo-démocrate |
|        | Bill Routley            | Cowichan Valley               | Néo-démocrate |
|        | Scott Hamilton          | Delta North                   | Libéral       |
|        | Vicki Huntington        | Delta South                   | Indépendant   |
|        | Maurine Karagianis      | Esquimalt-Royal Roads         | Néo-démocrate |
|        | Rich Coleman            | Fort Langley-Aldergrove       | Libéral       |
|        | Jackie Tegart           | Fraser-Nicola                 | Libéral       |
|        | John Horgan             | Juan de Fuca                  | Néo-démocrate |
|        | Terry Lake              | Kamloops-North Thompson       | Libéral       |
|        | Todd Stone              | Kamloops-South Thompson       | Libéral       |
|        | Norm Letnick            | Kelowna-Lake Country          | Libéral       |
|        | Steve Thomson           | Kelowna-Mission               | Libéral       |
|        | Bill Bennett            | Kootenay East                 | Libéral       |
|        | Katrine Conroy          | Kootenay West                 | Néo-démocrate |
|        | Mary Polak              | Langley                       | Libéral       |
|        | Marc Dalton             | Maple Ridge-Mission           | Libéral       |
|        | Doug Bing               | Maple Ridge-Pitt Meadows      | Libéral       |
|        | Leonard Krog            | Nanaimo                       | Néo-démocrate |
|        | Doug Routley            | Nanaimo-North Cowichan        | Néo-démocrate |
|        | John Rustad             | Nechako Lakes                 | Libéral       |
|        | Michelle Mungall        | Nelson-Creston                | Néo-démocrate |
|        | Judy Darcy              | New Westminster               | Néo-démocrate |
|        | Jennifer Rice           | North Coast                   | Néo-démocrate |
|        | Claire Trevena          | North Island                  | Néo-démocrate |
|        | Naomi Yamamoto          | North Vancouver-Lonsdale      | Libéral       |
|        | Jane Thornthwaite       | North Vancouver-Seymour       | Libéral       |
|        | Andrew J. Weaver        | Oak Bay-Gordon Head           | Vert          |
|        | Michelle Stilwell       | Parksville-Qualicum           | Libéral       |
|        | Pat Pimm                | Peace River North             | Libéral       |
|        | Mike Bernier            | Peace River South             | Libéral       |
|        | Dan Ashton              | Penticton                     | Libéral       |
|        | Mike Farnworth          | Port Coquitlam                | Néo-démocrate |
|        | Linda Reimer            | Port Moody-Coquitlam          | Libéral       |
|        | Nicholas Simons         | Powell River-Sunshine Coast   | Néo-démocrate |
|        | Mike Morris             | Prince George-Mackenzie       | Libéral       |
|        | Shirley Bond            | Prince George-Valemount       | Libéral       |
|        | Teresa Wat              | Richmond Centre               | Libéral       |
|        | Linda Reid              | Richmond East                 | Libéral       |
|        | John Yap                | Richmond-Steveston            | Libéral       |
|        | Gary Holman             | Saanich North and the Islands | Néo-démocrate |
|        | Lana Popham             | Saanich South                 | Néo-démocrate |
|        | Greg Kyllo              | Shuswap                       | Libéral       |
|        | Robin Austin            | Skeena                        | Néo-démocrate |
|        | Doug Donaldson          | Stikine                       | Néo-démocrate |
|        | Stephanie Cadieux       | Surrey-Cloverdale             | Libéral       |
|        | Peter Fassbender        | Surrey-Fleetwood              | Libéral       |
|        | Sue Hammell             | Surrey-Green Timbers          | Néo-démocrate |
|        | Harry Bains             | Surrey-Newton                 | Néo-démocrate |
|        | Marvin Hunt             | Surrey-Panorama               | Libéral       |
|        | Amrik Virk              | Surrey-Tynehead               | Libéral       |
|        | Bruce Ralston           | Surrey-Whalley                | Néo-démocrate |
|        | Gordon Hogg             | Surrey-White Rock             | Libéral       |
|        | George Heyman           | Vancouver-Fairview            | Néo-démocrate |
|        | Sam Sullivan            | Vancouver-False Creek         | Libéral       |
|        | Suzanne Anton           | Vancouver-Fraserview          | Libéral       |
|        | Shane Simpson           | Vancouver-Hastings            | Néo-démocrate |
|        | Mable Elmore            | Vancouver-Kensington          | Néo-démocrate |
|        | Adrian Dix              | Vancouver-Kingsway            | Néo-démocrate |
|        | Moira Stilwell          | Vancouver-Langara             | Libéral       |
|        | Jenny Kwan              | Vancouver-Mount Pleasant      | Néo-démocrate |
|        | David Eby               | Vancouver-Point Grey          | Néo-démocrate |
|        | Andrew Wilkinson        | Vancouver-Quilchena           | Libéral       |
|        | Spencer Chandra Herbert | Vancouver-West End            | Néo-démocrate |
|        | Eric Foster             | Vernon-Monashee               | Libéral       |
|        | Carole James            | Victoria-Beacon Hill          | Néo-démocrate |
|        | Rob Fleming             | Victoria-Swan Lake            | Néo-démocrate |
|        | Ralph Sultan            | West Vancouver-Capilano       | Libéral       |
|        | Jordan Sturdy           | West Vancouver-Sea to Sky     | Libéral       |
|        | Ben Stewart             | Westside-Kelowna              | Libéral       |

## Répartition des sièges
| Nombre de députés par parti et par date | Nombre de députés par parti et par date | 2009   | 2013   | 2013     | 2013    | 2015   | 2015    | 2015    | 2015   | 2016    | 2016 |
| Nombre de députés par parti et par date | Nombre de députés par parti et par date | 14 mai | 5 juin | 10 juil. | 12 fév. | 4 août | 11 août | 12 août | 2 fév. | 15 août |      |
| --------------------------------------- | --------------------------------------- | ------ | ------ | -------- | ------- | ------ | ------- | ------- | ------ | ------- | ---- |
|                                         | Libéral                                 | 49     | 48     | 49       | 48      | 48     | 47      | 48      | 48     | 47      |      |
|                                         | Néo-démocrate                           | 34     | 34     | 34       | 34      | 33     | 33      | 33      | 35     | 35      |      |
|                                         | Parti vert de la Colombie-Britannique   | 1      | 1      | 1        | 1       | 1      | 1       | 1       | 1      | 1       |      |
|                                         | Indépendant                             | 1      | 1      | 1        | 2       | 2      | 2       | 1       | 1      | 2       |      |
|                                         | Total                                   | 85     | 84     | 85       | 85      | 84     | 83      | 83      | 85     | 85      |      |
| Vacant                                  | 0                                       | 1      | 0      | 0        | 1       | 2      | 2       | 0       | 0      |         |      |
| Majorité                                | 13                                      | 12     | 13     | 12       | 13      | 12     | 13      | 11      | 10     |         |      |

### Disposition des sièges
|      |            |              |         |            |           |        |         |        |         |           |         | Chouhan |         | Rice         | Holman  | B. Routley |            |         |          |          |              |
|      | Macdonald  | Karagianis   | Eby     | Mungall    | Bains     | Elmore | Shin    | Heyman | Darcy   | Donaldson |         | Krog    | Trevena | D. Routley   | Simons  | Vacant     | WEAVER     | Dalton  | Martin   | Gibson   | Mo. Stilwell |
|      |            | Hammell      | Simpson | Robinson   | Farnworth | HORGAN | James   | Dix    | Ralston | Corrigan  | Fleming | Popham  | Conroy  | Austin       | Herbert | Fraser     | Huntington | Bernier | Larson   | Foster   |              |
|      | \| Reid \| |              |         |            |           |        |         |        |         |           |         |         |         |              |         |            |            |         |          |          |              |
|      |            | Cadieux      | Lake    | Polak      | De Jong   | CLARK  | Coleman | Anton  | Bond    | Bennett   | Letnick | Barnett | Yap     | Thornthwaite | McRae   | Plecas     | Lee        | Kyllo   | Tegart   | Throness |              |
|      | Yamamoto   | Mi. Stilwell | Stone   | Fassbender | Oakes     | Wat    | Thomson | Virk   | Rustad  | Wilkinson |         | Pimm    | Sultan  | Hamilton     | Reimer  | Ashton     | Morris     | Hunt    | Sullivan |          |              |
|      |            |              |         |            |           |        |         |        |         |           |         | Vacant  |         | Sturdy       | Bing    | Hogg       |            |         |          |          |              |
| Reid |            |              |         |            |           |        |         |        |         |           |         |         |         |              |         |            |            |         |          |          |              |

## Autre(s) changement(s)
| Modification à la députation durant la 40e législature | Modification à la députation durant la 40e législature | Modification à la députation durant la 40e législature | Modification à la députation durant la 40e législature | Modification à la députation durant la 40e législature | Modification à la députation durant la 40e législature |
|                                                        | Date                                                   | Nom                                                    | Circonscription                                        | Parti                                                  | Motif |
| ------------------------------------------------------ | ------------------------------------------------------ | ------------------------------------------------------ | ------------------------------------------------------ | ------------------------------------------------------ | --- |
|                                                        | 14 mai 2013                                            | Liste des députés                                      | Liste des députés                                      | Liste des députés                                      | Élections générales britanno-colombiennes de 2013 |
|                                                        | 11 juin 2013                                           | Ben Stewart                                            | Westside-Kelowna                                       | Liberal                                                | Démissionne pour permettre à la cheffe Christy Clark de se présenter lors de l'élection partielle, suivant sa défaite dans Vancouver-Point Grey lors de l'élection générale. |
|                                                        | 10 juillet 2013                                        | Christy Clark                                          | Westside-Kelowna                                       | Libéral                                                | Élu lors de l'élection partielle |
|                                                        | 12 février 2015                                        | Marc Dalton                                            | Maple Ridge-Mission                                    | Indépendant                                            | Quitte le caucus libéral pour se présenter à l'investiture conservatrice fédérale dans Pitt Meadows—Maple Ridge.                                                             |
|                                                        | 4 août 2015                                            | Jenny Kwan                                             | Vancouver Mount Pleasant                               | Néo-démocrate                                          | Démissionne pour se présenter lors de l'Élections fédérales canadiennes de 2015.                                                                                             |
|                                                        | 11 août 2015                                           | Douglas Horne                                          | Coquitlam-Burke Mountain                               | Libéral                                                | Démissionne pour se présenter lors de l'Élections fédérales canadiennes de 2015.                                                                                             |
|                                                        | 12 août 2015                                           | Marc Dalton                                            | Maple Ridge-Mission                                    | Libéral                                                | Rejoins le caucus libéral après avoir perdu la nomination à l'investiture fédérale conservatrice dans Pitt Meadows—Maple Ridge.                                              |
|                                                        | 2 février 2016                                         | Jodie Wickens                                          | Coquitlam-Burke Mountain                               | Néo-démocrate                                          | Élu lors de l'élection partielle |
|                                                        | 2 février 2016                                         | Melanie Mark                                           | Vancouver-Mount Pleasant                               | Néo-démocrate                                          | Élu lors de l'élection partielle |
|                                                        | 15 août 2016                                           | Pat Pimm                                               | Peace River North                                      | Indépendant                                            | Quitte le caucus libéral deux jours avant d'être mis en état d'arrestation pour violence domestique.                                                                         |